# 4.ª etapa do Giro d'Italia de 2023
A 4.ª etapa do Giro d'Italia de 2023 teve lugar a 9 de maio de 2023 com início na cidade de Venosa e final no município de Laceno sobre um percurso de 175 km. Esta foi vencida pelo francês Aurélien Paret-Peintre da equipa AG2R Citroën Team, quem se impôs ao sprint ao novo líder da prova, o norueguês Andreas Leknessund da equipa Team DSM.

## Percurso
A quarta etapa disputada através do sul de Apeninos é a primeira etapa montanhosa do Giro 2023. É pontuada por três cumes de 2.ª categoria: o passo delle Crocelle superado após 64 km de corrida, o Valico di Monte Carruozzo após 110 km depois, em final de etapa, o Colle Molella , um cume de uma dezena de quilómetros que se caracteriza por uma secção final muito difícil de aproximadamente 3 km ao 10 % com troços em torno do 12 %. Este terceiro cume da jornada localiza-se a só três quilómetros da linha de chegada traçada num palco próximo do lago de Laceno.
Esta etapa de média montanha com uma chegada por assim dizer à cimeira poderia talvez já constituir um primeiro teste para aforar as forças dos diferentes pretendentes à vitória final.

## Desenvolvimento da corrida
Faz falta esperar a metade da etapa disputada debaixo de chuva para que a escapada do dia se especifica. Está composto sete corredores: os franceses Warren Barguil (Arkéa-Samsic) e Aurélien Paret-Peintre (AG2R Citroën), os italianos Nicola Conci (Alpecin Deceuninck) e Vincenzo Albanese (Eolo Kometa), o Noruego Andreas Leknessund (DSM), o eritreio Amanuel Ghebreigzabhier e o letão Toms Skujiņš (Trek Segafredo). A escapada consegue rapidamente uma separação consequente com o pelotão que não reage num primeiro momento. À cimeira da segunda ascensão do dia, o Valico di Monte Carruozzo (65 km da chegada) onde Ghebreigzabhier passa em cabeça, o avanço dos sete fujidos do pelotão chega aos quatro minutos depois aumenta aos seis minutos a uma quarentena de quilómetros da chegada. No momento de abordar a última dificuldade da etapa, o cume Molella (pé a 13 km da chegada), os sete homens de cabeça têm ainda um avanço de 4 min. 40 seg. ao pelotão. Ao superar este último cume (3 km da chegada), Leknessund e Paret-Peintre têm avançado aos seus colegas e passam em cabeça. Aurélien Paret-Peintre impõe-se enquanto Andreas Leknessund apodera-se da camisola rosa. O pelotão dos favoritos à classificação geral ainda composto de 25 homens chega a um pouco mais de dois minutos do vencedor.

## Classificação da etapa
| Venosa - Laceno | média montanha | (175 km) |

| \| Classificação por etapas \| Classificação por etapas \| Classificação por etapas \| Classificação por etapas \| Classificação por etapas \| \| Ciclista \| Ciclista \| Equipe \| Tempo \| \| \| ------------------------ \| ------------------------ \| ------------------------ \| ------------------------ \| ------------------------ \| \| 1. \| Aurélien Paret-Peintre \| AG2R Citroën Team \| 4h16m04s \| \| \| 2. \| Andreas Leknessund \| Team DSM \| + 2s \| \| \| 3. \| Toms Skujiņš \| Trek-Segafredo \| + 57s \| \| \| 4. \| Vincenzo Albanese \| Eolo-Kometa \| + 57s \| \| \| 5. \| Nicola Conci \| Alpecin-Deceuninck \| + 1m02s \| \| \| 6. \| Amanuel Gebrezgabihier \| Trek-Segafredo \| + 1m07s \| \| \| 7. \| Koen Bouwman \| Jumbo-Visma \| + 2m01s \| \| \| 8. \| Damiano Caruso \| Bahrain Victorious \| + 2m01s \| \| \| 9. \| Edward Dunbar \| Team Jayco AlUla \| + 2m01s \| \| \| 10. \| Aleksandr Vlasov \| Bora-Hansgrohe \| + 2m01s \| \| |                        |                    |          |
| |                        |                    |          |
| Fonte: ProCyclingStats |                        |                    |          |
| Classificação por etapas |                        |                    |          |
| Ciclista | Ciclista               | Equipe             | Tempo    |
| 1. | Aurélien Paret-Peintre | AG2R Citroën Team  | 4h16m04s |
| 2. | Andreas Leknessund     | Team DSM           | + 2s     |
| 3. | Toms Skujiņš           | Trek-Segafredo     | + 57s    |
| 4. | Vincenzo Albanese      | Eolo-Kometa        | + 57s    |
| 5. | Nicola Conci           | Alpecin-Deceuninck | + 1m02s  |
| 6. | Amanuel Gebrezgabihier | Trek-Segafredo     | + 1m07s  |
| 7. | Koen Bouwman           | Jumbo-Visma        | + 2m01s  |
| 8. | Damiano Caruso         | Bahrain Victorious | + 2m01s  |
| 9. | Edward Dunbar          | Team Jayco AlUla   | + 2m01s  |
| 10. | Aleksandr Vlasov       | Bora-Hansgrohe     | + 2m01s  |

## Classificações ao final da etapa

### Classificação geral(Maglia Rosa)
| \| Classificação geral \| Classificação geral \| Classificação geral \| Classificação geral \| Classificação geral \| \| Ciclista \| Ciclista \| Equipe \| Tempo \| \| \| ------------------- \| ---------------------- \| ------------------- \| ------------------- \| ------------------- \| \| 1. \| Andreas Leknessund \| Team DSM \| 14h35m44s \| \| \| 2. \| Remco Evenepoel \| Soudal Quick-Step \| + 28s \| \| \| 3. \| Aurélien Paret-Peintre \| AG2R Citroën Team \| + 30s \| \| \| 4. \| João Almeida \| UAE Team Emirates \| + 1m00s \| \| \| 5. \| Primož Roglič \| Jumbo-Visma \| + 1m12s \| \| \| 6. \| Geraint Thomas \| Ineos Grenadiers \| + 1m26s \| \| \| 7. \| Aleksandr Vlasov \| Bora-Hansgrohe \| + 1m26s \| \| \| 8. \| Toms Skujiņš \| Trek-Segafredo \| + 1m29s \| \| \| 9. \| Tao Geoghegan Hart \| Ineos Grenadiers \| + 1m30s \| \| \| 10. \| Jay Vine \| UAE Team Emirates \| + 1m36s \| \| |                        |                   |           |
| |                        |                   |           |
| Fonte: ProCyclingStats |                        |                   |           |
| Classificação geral |                        |                   |           |
| Ciclista | Ciclista               | Equipe            | Tempo     |
| 1. | Andreas Leknessund     | Team DSM          | 14h35m44s |
| 2. | Remco Evenepoel        | Soudal Quick-Step | + 28s     |
| 3. | Aurélien Paret-Peintre | AG2R Citroën Team | + 30s     |
| 4. | João Almeida           | UAE Team Emirates | + 1m00s   |
| 5. | Primož Roglič          | Jumbo-Visma       | + 1m12s   |
| 6. | Geraint Thomas         | Ineos Grenadiers  | + 1m26s   |
| 7. | Aleksandr Vlasov       | Bora-Hansgrohe    | + 1m26s   |
| 8. | Toms Skujiņš           | Trek-Segafredo    | + 1m29s   |
| 9. | Tao Geoghegan Hart     | Ineos Grenadiers  | + 1m30s   |
| 10. | Jay Vine               | UAE Team Emirates | + 1m36s   |

### Classificação por pontos(Maglia Ciclamino)
| Classificação por pontos | Classificação por pontos | Classificação por pontos | Classificação por pontos | Classificação por pontos |
| Ciclista                 | Ciclista                 | Equipe                   | Pontos                   |                          |
| ------------------------ | ------------------------ | ------------------------ | ------------------------ | ------------------------ |
| 1.                       | Jonathan Milan           | Bahrain Victorious       | 53 pts                   |                          |
| 2.                       | Kaden Groves             | Alpecin-Deceuninck       | 39 pts                   |                          |
| 3.                       | Michael Matthews         | Team Jayco AlUla         | 38 pts                   |                          |
| 4.                       | David Dekker             | Arkéa-Samsic             | 35 pts                   |                          |
| 5.                       | Aurélien Paret-Peintre   | AG2R Citroën Team        | 33 pts                   |                          |
| 6.                       | Vincenzo Albanese        | Eolo-Kometa              | 28 pts                   |                          |
| 7.                       | Mads Pedersen            | Trek-Segafredo           | 26 pts                   |                          |
| 8.                       | Arne Marit               | Intermarché-Circus-Wanty | 23 pts                   |                          |
| 9.                       | Andreas Leknessund       | Team DSM                 | 22 pts                   |                          |
| 10.                      | Toms Skujiņš             | Trek-Segafredo           | 16 pts                   |                          |

### Classificação da montanha(Maglia Azzurra)
| Classificação da montanha | Classificação da montanha | Classificação da montanha | Classificação da montanha | Classificação da montanha |
| Ciclista                  | Ciclista                  | Equipe                    | Pontos                    |                           |
| ------------------------- | ------------------------- | ------------------------- | ------------------------- | ------------------------- |
| 1.                        | Thibaut Pinot             | Groupama-FDJ              | 30 pts                    |                           |
| 2.                        | Amanuel Gebrezgabihier    | Trek-Segafredo            | 26 pts                    |                           |
| 3.                        | Aurélien Paret-Peintre    | AG2R Citroën Team         | 22 pts                    |                           |
| 4.                        | Santiago Buitrago         | Bahrain Victorious        | 12 pts                    |                           |
| 5.                        | Andreas Leknessund        | Team DSM                  | 10 pts                    |                           |
| 6.                        | Toms Skujiņš              | Trek-Segafredo            | 10 pts                    |                           |
| 7.                        | Vincenzo Albanese         | Eolo-Kometa               | 8 pts                     |                           |
| 8.                        | Warren Barguil            | Arkéa-Samsic              | 8 pts                     |                           |
| 9.                        | Sepp Kuss                 | Jumbo-Visma               | 4 pts                     |                           |
| 10.                       | Thomas Champion           | Cofidis                   | 4 pts                     |                           |

### Classificação dos jovens(Maglia Bianca)
| Classificação dos jovens | Classificação dos jovens | Classificação dos jovens | Classificação dos jovens | Classificação dos jovens |
| Ciclista                 | Ciclista                 | Equipe                   | Tempo                    |                          |
| ------------------------ | ------------------------ | ------------------------ | ------------------------ | ------------------------ |
| 1.                       | Andreas Leknessund       | Team DSM                 | 14h35m44s                |                          |
| 2.                       | Remco Evenepoel          | Soudal Quick-Step        | + 28s                    |                          |
| 3.                       | João Almeida             | UAE Team Emirates        | + 1m00s                  |                          |
| 4.                       | Thymen Arensman          | Ineos Grenadiers         | + 2m33s                  |                          |
| 5.                       | Santiago Buitrago        | Bahrain Victorious       | + 2m52s                  |                          |
| 6.                       | Einer Rubio              | Movistar Team            | + 3m35s                  |                          |
| 7.                       | Matthew Riccitello       | Israel-Premier Tech      | + 3m47s                  |                          |
| 8.                       | Laurens Huys             | Intermarché-Circus-Wanty | + 4m59s                  |                          |
| 9.                       | Alexander Cepeda         | EF Education-EasyPost    | + 5m16s                  |                          |
| 10.                      | Ilan Van Wilder          | Soudal Quick-Step        | + 6m47s                  |                          |

### Classificação por equipas"Super team"
| Classificação por equipes | Classificação por equipes | Classificação por equipes | Classificação por equipes |
| Equipe                    | Equipe                    | Tempo                     |                           |
| ------------------------- | ------------------------- | ------------------------- | ------------------------- |
| 1.                        | Ineos Grenadiers          | 43h51m01s                 |                           |
| 2.                        | Jumbo-Visma               | + 1m49s                   |                           |
| 3.                        | Bahrain Victorious        | + 2m15s                   |                           |
| 4.                        | Bora-Hansgrohe            | + 3m22s                   |                           |
| 5.                        | UAE Team Emirates         | + 3m23s                   |                           |
| 6.                        | Trek-Segafredo            | + 4m15s                   |                           |
| 7.                        | EF Education-EasyPost     | + 4m55s                   |                           |
| 8.                        | Soudal Quick-Step         | + 7m01s                   |                           |
| 9.                        | Israel-Premier Tech       | + 11m38s                  |                           |
| 10.                       | Groupama-FDJ              | + 12m00s                  |                           |

## Abandonos
- Paul Lapeira (AG2R Citroën Team) não pôde seguir por causa de uma doença.[2]